# Natroglaucocerinite
La natroglaucocerinite (simbolo IMA: Ngc) è un minerale del supergruppo dell'idrotalcite e del gruppo della wermlandite appartenente alla classe minerale dei "solfati, cromati, molibdati e tungstati" con composizione chimica Zn6Al3(OH)18[Na(H2O)6](SO4)2 • 6(H2O).
Il minerale, pur essendo stato approvato dall'Associazione Mineralogica Internazionale (IMA) nel 1995, è classificato come questionable, cioè come suscettibile a ulteriori indagini scientifiche.

## Etimologia e storia
Il nome del minerale deriva dalla sua relazione con la glaucocerinite e per via del suo contenuto di sodio (in latino, 'natrum').

## Classificazione
Nella nona edizione della sistematica dei minerali secondo Strunz la natroglaucocerinite è elencata nella classe "7. Solfati (selenati, tellurati, cromati, molibdati, tungstati)" e da lì nella sottoclasse "7.D Solfati (selenati, ecc.) con anioni aggiuntivi, con H2O"; questa è suddivisa in base alla struttura cristallina e alle dimensioni dei cationi coinvolti, in modo che il minerale possa essere trovato nella sezione "7.DD Con soltanto cationi di media dimensione; strati di ottaedri che condividono uno spigolo" dove forma il sistema nº 7.DD.35 insieme ai minerali carrboydite, honessite, idrowoodwardite, motukoreaite, nikischerite, shigaite, zincowoodwardite, glaucocerinite, woodwardite, idrohonessite, mountkeithite, wermlandite e zincaluminite.
Tale classificazione è mantenuta anche nell'edizione successiva, continuata dal database "mindat.org" e chiamata a volte Classificazione Strunz-mindat.
Anche nella Sistematica dei lapis (Lapis-Systematik) di Stefan Weiß la natroglaucocerinite è classificata nella famiglia dei "solfati, cromati, molibdati e tungstati" e nella sottofamiglia dei "solfati idrati con anioni estranei", dove si trova nella sezione "con cationi di grandi e medie dimensioni" insieme ai minerali metavoltine, motukoreaite, nikischerite, shigaite, wermlandite, lannonite e slavíkite.
Stessa cosa nella classificazione dei minerali secondo Dana, usata principalmente nel mondo anglosassone; la natroglaucocerinite è elencata nella famiglia dei "solfati, cromati e molibdati" e nella sottofamiglia dei "solfati idrati con idrossile o alogeno con (A+B2+)4(XO4)Zq • x(H2O) dove forma il sistema nº 31.04.08 insieme alla glaucocerinite.

## Abito cristallino
La natroglaucocerinite cristallizza nel sistema trigonale nel gruppo spaziale P3 (gruppo nº 147) con i parametri reticolari a = 3,082 Å e c = 11,116 Å.

## Origine e giacitura
La natroglaucocerinite è un minerale piuttosto raro e relativamente "nuovo". Si conoscono solo due località di ritrovamento; la prima, che è anche la sua località tipo, si trova in Grecia, in due siti diversi: la miniera di "Hilarion" e la miniera di "Serpieri", entrambe nei pressi di Agios Konstantinos. Il secondo luogo di ritrovamento è a Cuevas del Almanzora, in Andalusia (Spagna).